# VGA Planets
VGA Planets es un juego de estrategia multijugador por turnos para PC, producido como shareware por Tim Wissemann. Las versiones más antiguas funcionaban en DOS, pero las modernas funcionan también en Microsoft Windows. Además, ahora hay herramientas independientes de la plataforma, incluyendo clientes en Java.

## Historia
El juego se popularizó en 1994 con la versión 3, aunque la versión 2.2 ya se jugaba en todo el mundo. La versión 3 permite que hasta 11 jugadores se unan a la partida, cada uno liderando una de las 11 posibles razas, En la versión 4 este límite se suprime, y varios grupos de la misma raza pueden ser controlados independientemente por diferentes jugadores.
Las razas predefinidas están basadas en Star Trek, Star Wars y Battlestar Galactica, aunque es posible crear razas personalizadas con herramientas especiales. Cada raza predefinida tiene poderes especiales y campos específicos de experiencia (por ejemplo: los Cyborgs pueden asimilar a otras razas, volviendo a los colonos Cyborgs, los Robots destacan por sus enormes campos minados, y los Birdmen sobresalen en tácticas de espionaje y despiste).
VGA Planets es un juego de construcción de imperios: los jugadores 
empiezan con un planeta base (por lo general), y tienen que construir naves espaciales, explorar la galaxia, colonizar planetas, extraer minerales, levantar su industria, administrar su economía, etc. El juego no incluye las condiciones de victoria: los jugadores tienen que ponerse de acuerdo sobre ellas antes de empezar la partida (normalmente la mayor puntuación en x turnos).

## Funcionamiento del juego
Una partida se pone en marcha con tres programas: 
- Un programa principal que permite la creación de un universo con las características deseadas.
- Un programa anfitrión que actúa como servidor.
- Una copia del programa cliente para cada jugador. Antes de la versión 3.0 los clientes eran programas para DOS (como el original del juego o el VPA). Desde la versión 3.5 hay disponibles asimismo clientes para Windows (como el WINPLAN).

Desarrollo del juego:
Primero, el anfitrión (una persona debe oficiar como anfitrión, o maestro, de cada juego) envía un archivo con las condiciones iniciales a cada jugador. El programa cliente (por ejemplo, VPA) permite al jugador ver esta información sobre la partida y tomar decisiones. Una vez que el jugador ha acabado de dar órdenes para el turno, el programa cliente (o un programa externo asociado) recoge esta información, crea un archivo del turno (normalmente con extensión .TRN) y lo envía al anfitrión, que es el encargado de procesar los archivos de turno de todos los jugadores. Como resultado se crean nuevos archivos de estado (de turno) para cada jugador, que el anfitrión envía respectivamente. Este proceso era manual en un principio, creándose luego herramientas adicionales para hacerlo completamente automático.
A medida que el juego ganaba popularidad, las redes LANs e Internet no estaban generalmente disponibles al público, así que VGA Planets se jugaba al principio vía BBS, pasando gradualmente al correo electrónico al ir haciéndose disponible. Los archivos de turnos y estado de la partida se transferían a y desde el BBS, por correo electrónico manualmente o incluso por disquette en partidas locales físicamente hablando (jugadores de la misma facultad, colegio, etc.).
Esto requería, para ser práctico, que las partidas tuvieran un horario regular de recepción. Si un jugador no entregaba su turno a tiempo, las naves, planetas, bases, etc., de este jugador no recibían órdenes; con el consecuente perjuicio para su partida.

## Phost
Phost es un programa alternativo al original Thost, desarrollado en Alemania con la intención de mejorar, desde la óptica de sus desarrolladores, el host original de VgaPlanets. Phost, además, se complementa con su propia lista de naves, Plist.

## Crítica y popularidad
Una queja común sobre la versión 3 eran sus limitaciones incluidas, como el máximo de 500 naves para todos los jugadores. Algunos vieron que esto llevaba a un modo de juego indeseado. A pesar de esto, el juego estaba bien estabilizado entre los jugadores por correo electrónico. En respuesta a esta queja, Tim Wisseman lanzó una versión que permitía hasta 999 naves, pero la respuesta fue limitada. 
Terceras personas han desarrollado un gran número de extensiones, generalmente conocidas en la comunidad VGA-Planets como addons. Varían de lo simple, como los que ofrecen agujeros de gusano o invasores alienígenas, a reemplazos completos de partes del software original de Tim, como el sistema anfitrión portátil PHost.
En 2006, la 3 es todavía la versión más extendida de VGA Planets con partidas a millares y una gran comunidad en línea. La versión 4, con mejoras importantes desde la versión 3 con una interfaz totalmente nueva y muchas nuevas reglas y extensiones, ha estado en desarrollo durante más de ocho años, aunque ahora está considerada suficientemente libre de errores como para ser usada en varios sitios. La opinión de algunos jugadores es que tiene una excesiva microgestión y han perdido la esperanza de que alcance la popularidad de la versión 3, particularmente porque el ritmo de desarrollo se ha ralentizado desde la boda de Tim Wisseman. La versión 4 ofrece la posibilidad de hacer partidas de hasta 30 jugadores y 21 razas diferentes (las 11 originales de la versión anterior y 10 adicionales, más nuevas razas en desarrollo). Los mapas son mucho más grandes que en la versión anterior y el límite de 20.000 naves se alcanza raramente. Una de las mejoras de esta versión es que el combate ya no es individual nave a nave sino que es simultáneo entre todas las naves y cazas en la zona. El combate terrestre también está muy mejorado habiendo diferentes tipos de tropas y vehículos de asalto (mechs).
Si a esto le añadimos los 45 tipos de armas diferentes, y la gran variedad de escudos, generadores de energía, motores y motores de hypersalto nos da mucho más color y realismo como juego. Cada raza tiene una lista de naves (entre 10 y 30 diferentes) bastante amplia que hace que haya múltiples opciones de juego.

## Planets.nu
En 2011, con el acuerdo de Tim Wissemann, vio la luz un remake basado en el entorno web: planets.nu Está web es una adaptación del juego a entornos más modernos, donde no es necesario ningún software especial, sino tan solo un navegador web. 